# Джедиди, Мохамед Салах
Мохамед Салах Джедиди (англ. Mohamed Salah Jedidi; 17 марта 1938, Гардимаа — 17 марта 2014, Гардимаа) — тунисский футболист, нападающий. Отец Слима Джедиди, арбитра международного уровня.

## Карьера

### Клубная
Джедиди родился в Гардимаа и играл за клуб «Клоб Африкен» в Тунисе. Начал карьеру довольно поздно, в 20 лет, но благодаря вниманию и терпению тренера Фабио Роччеджини, он проявил талант нападающего и постепенно улучшал свою технику. Салах Джедиди присоединился к «Клоб Африкен» в 1958/59 сезоне и постепенно стал результативным бомбардиром команды. Всего за «Клоб Африкен» он сыграл 222 матча в Лиге Туниса и 44 в Кубке Туниса и занимает по этому показателю 4-е место после Садока Сасси, Хеди Баяри и Камеля Чебли. Всего на клубном уровне он забил 110 голов, 98 голов в чемпионате и 12 в Кубке Туниса.

### Международная
Он играл за сборную Туниса в период с 1962 по 1969 год. Первым значимым достижением было для него 3-е место на Кубке африканских наций 1962 года. Позже он смог со сборной дойти до финала Кубка африканских наций в 1965 году. За сборную он сыграл 40 матчей и забил в общей сложности 19 голов.

## Смерть
Джедиди умер 17 марта 2014 года в свой 76-й день рождения. Он был похоронен в тот же день на кладбище Джеллаз в присутствии многих игроков и футбольных личностей, а президент ФИФА Йозеф Блаттер направил письмо с соболезнованиями его семье.

## Достижения
Клоб Африкен
- Чемпион Туниса (2): 1964, 1967
- Обладатель Кубка Туниса (4): 1965, 1967, 1968, 1969
- Обладатель Суперкубка Туниса (1): 1968

 Сборная Туниса
- Вице-чемпион Кубка африканских наций: 1965
- 3-е место на Кубке африканских наций: 1962